# On Top of the World
Pistes de Night Visions
Demons Monster
On Top of the World est une chanson du groupe de rock américain Imagine Dragons pour leur premier EP majeur, Continued Silence (2012), où elle apparaît comme étant le troisième morceau. La chanson apparaît également sur leur premier album studio Night Visions (2012) en tant que cinquième piste. On Top of the World est sorti numériquement sous forme de single le 18 mars 2013. 

## Composition
On Top of the World est principalement accompagné de guitare et de piano Magne et interprété par le chanteur principal Dan Reynolds. Publiée à l'origine dans la tonalité de do majeur  la chanson elle-même exprime une célébration d'accomplissement pour le groupe après avoir cherché pendant des années à réussir. La chanson "On Top of the World" se révèle être un titre à l'air positif et optimiste, contrairement à d'autres chansons trouvées sur Night Visions, y compris Bleeding Out et Hear Me.
Toute la chanson est construite sur un échantillon en boucle de " Clapping Music " du compositeur minimaliste Steve Reich (1972).

## Dans les médias
Imagine Dragons a interprété la chanson en direct sur la version australienne de The X Factor en 2013 
"On Top of the World" est incluse dans la bande originale du jeu d'EA Sports, FIFA 13 . Le groupe, fans de longue date de la série de jeux vidéo de la FIFA, a réagi positivement à son inclusion dans le jeu et a déclaré que ce serait "très amusant d'entendre le jeu de piste pendant que nous faisons des coups de manette et des cris à l'écran". Il a également servi de thème d'ouverture de la courte série de comédie CBS Partners. On Top of the World a été interprété par le PS22 Chorus lors de la deuxième inauguration présidentielle américaine de Barack Obama. Il figurait également dans le jeu vidéo Konami Pro Evolution Soccer 2013 et était utilisé dans une publicité Samsung Galaxy Note 8.0 . 
La chanson a figuré en bonne place dans le film L'Incroyable Burt Wonderstone à plusieurs reprises. 
Le titre a été présenté dans le film pour enfants britannique All Stars (en) . 
La chanson est présentée dans l'épisode de Liv et Maddie Twin-a-Rooney, interprété par Dove Cameron dans le rôle-titre de Liv Rooney. La version de Dove Cameron apparaît sur l'album de compilation Disney Channel : Play It Loud. 
Hunter Hayes a repris la chanson en direct lors de sa tournée américaine. 
La chanson a été utilisée par ESPN pour leur couverture de la NBA pour la saison NBA 2013-2014. 
La chanson a été utilisée lors des Hall of Game Awards 2013 de Cartoon Network. 
La chanson a été utilisée dans des bandes-annonces des films Les Croods (2013) et Island of Lemurs: Madagascar (2014).   
Elle est utilisée dans la vidéo promotionnelle de Coca-Cola "Moments of Happiness", présentée exclusivement au World of Coca-Cola à Atlanta en Géorgie. 
Elle a été présentée dans les bandes originales d' Alpha et Omega: La légende de la grotte des dents de scie et du film Angry Birds . 
De 2013 à 2015, Vodafone Portugal a utilisé la chanson dans ses publicités pour le forfait de téléphone rouge. 
En novembre 2017, Ford a utilisé cette chanson dans sa publicité de vente d'événement de fin d'année du Black Friday. 

## Clip musical
Dans le documentaire de Palladia Imagine Dragons: The Making of Night Visions, qui a été diffusé à l'origine le 7 novembre 2012, le groupe a filmé une vidéo d'eux-mêmes en train de jouer On Top of the World et l'a ensuite mise en ligne sur YouTube. 
Le 13 novembre 2013, le groupe a publié un clip officiel pour la chanson. La vidéo satirise une théorie du complot populaire selon laquelle les atterrissages sur la Lune de 1969 ont été truqués, les images ayant été réalisées par Stanley Kubrick, et que Kubrick a ensuite fait référence à la tromperie dans divers de ses films ultérieurs. Dans la vidéo, un groupe de rock similaire aux Beatles (joué par les membres d'Imagine Dragons) prétend être des astronautes pour l'atterrissage sur la fausse lune. L'enregistrement tourne mal alors que les fans du groupe entrent dans la scène sonore et transforment l'événement en concert de rock, au grand dam de Kubrick et du président Richard Nixon, qui est également sur place; bien que personne, que ce soit en studio ou à la maison, ne semble préoccupé par la révélation du faux, et au lieu de cela profite de la musique.  La vidéo fait également brièvement référence à une autre théorie du complot populaire datant à peu près à la même époque, selon laquelle le membre des Beatles, Paul McCartney, est décédé en 1966 et a été remplacé par un sosie.    

## Liste des pistes
| 1. | On Top of the World | 3:12 |

| 1. | On Top of the World | 2:58 |

## Performance commerciale
La chanson a culminé à 79 sur le US Billboard Hot 100 et à 10 sur les charts Hot Rock Songs. Il figure également parmi les dix premiers en Australie (n ° 10), en Autriche (n ° 6), aux Pays-Bas (n ° 10), en Nouvelle-Zélande (n ° 10), en Pologne (n ° 7) et au Portugal (n ° 1). 
La chanson a atteint un million d'exemplaires vendus aux États-Unis en avril 2014. C'est le quatrième million des ventes de l'album Night Visions. 

## Répartition
Tiré des crédits de la pochette de Night Visions.
Imagine Dragons
- Dan Reynolds − voix
- Wayne Sermon − guitare, secondes voix
- Ben McKee − basse, secondes voix
- Daniel Platzman − batterie

Musiciens additionnels
- J Brows − guitare